# Amalet
 (octobre 2014).
L’Amalet est un ruisseau français du Massif central, dans le département du Gard, en région Occitanie, qui traverse la commune de Génolhac, et un affluent de l'Homol, donc un sous-affluent du Rhône par la Cèze.

## Géographie
De 6,8 km de longueur, l'Amalet prend sa source à Concoules, sur le flanc est du mont Lozère, à 694 m d'altitude près du col de l'Ancise, dans le département du Gard et coule vers l'est, où il se jette dans l'Homol à Sénéchas, à 340 m d'altitude.

### Communes traversés

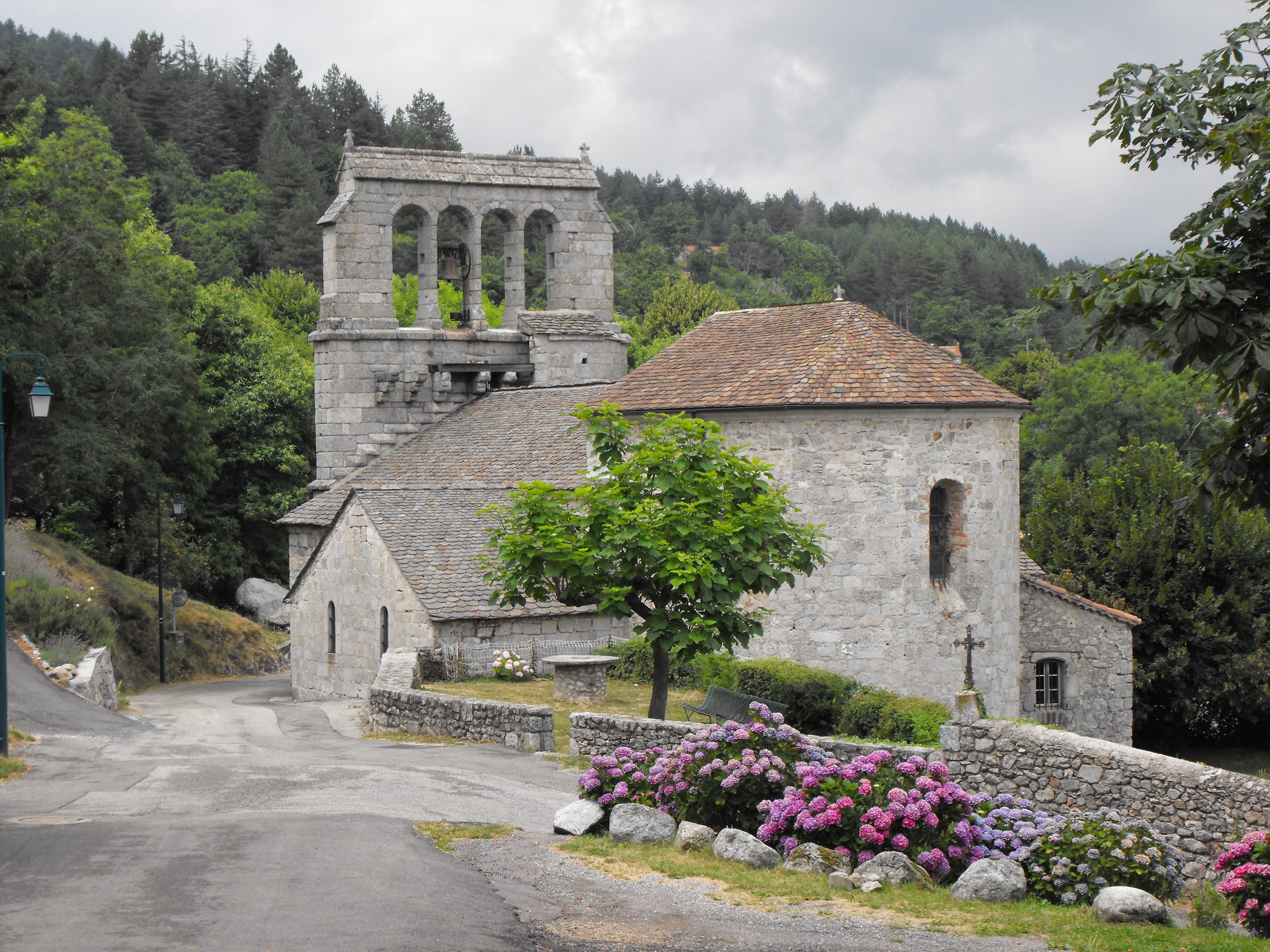
Concoules, une des communes traversée par l'Amalet

Dans le seul département du Gard, l'Amalet traverse trois communes : Concoules (source), Génolhac et Sénéchas (confluence), le tout dans le canton de Génolhac, dans l'arrondissement d'Alès.

### Organisme gestionnaire
L'organisme gestionnaire est le syndicat mixte d'aménagement du bassin versant de la Cèze.

## Affluent
L'Amalet n'a pas d'affluent référencé. Son rang de Strahler est donc de un.
Malgré cela Géoportail, signale un ruisseau affluent en rive droite dans la vallée des Clapouses.